# سیتوکروم اکسیداز سی
سیتوکروم اکسیداز آخرین آنزیم زنجیره تنفسی میتوکندری است و وظیفه انتقال الکترون                       از سیتوکروم احیا شده به اکسیژن را برعهده دارد. سیتوکروم اکسیداز خود یک کمپلکس پروتئینی در غشا داخلی میتوکندری است. این کمپلکس از ۱۳ زیر واحد پروتئینی تشکیل شده که ۱۰ عدد آن توسط ژنوم هسته و ۳ عدد باقی‌مانده توسط ژنوم میتوکندری کد می‌شود. زیر واحدهای کد شده توسط ژنوم میتوکندری نقش اساسی را در فعالیت آن به عهده دارند. وزن این کمپلکس 200 KD است.
سیتوکروم اکسیداز C یک پروتئین غشایی بزرگ است که در باکتریها نیز یافت می‌شود.

## قدمت آنزیم
آنزیم سیتوکروم c اکسیداز آنزیمی است که به طور عموم در کلیهٔ موجودات زنده وجود دارد. این قضیه پیشنهاد می‌کند که این آنزیم خیلی قدیمی است و احتمالاً در یک موجود قدیمی ابتدا به وجود آمده و طی تکامل و ایجاد نسل‌های بعدی به همهٔ موجودات انتقال یافته است.

## نگارخانه

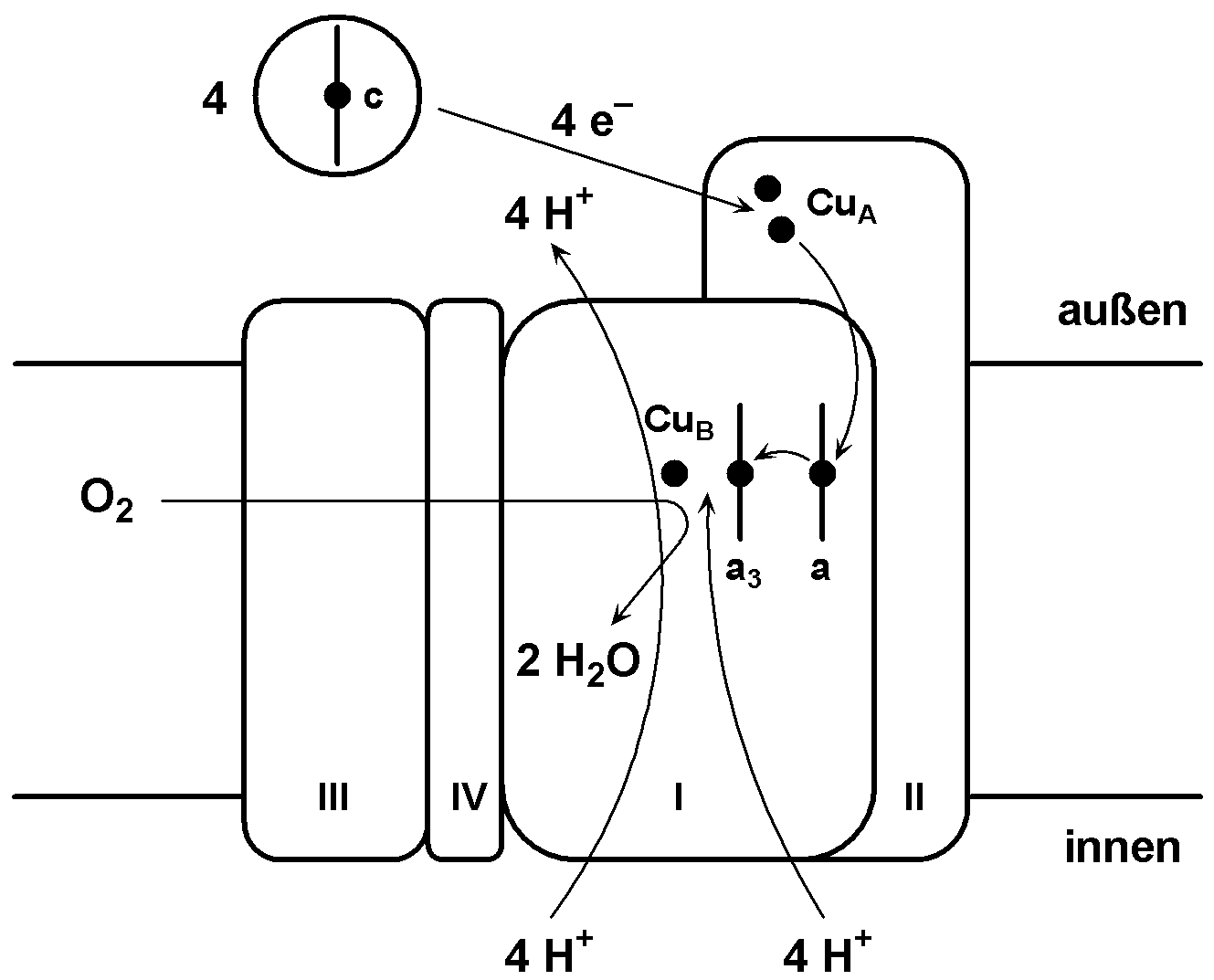